# Taran Killam
Taran Killam (født 1. april 1982) er en amerikansk skuespiller. Han er gift med skuespillerinden Cobie Smulders, kendt fra tv-serien How I Met Your Mother. ( 6 afsnit )
Taran Killam har blandt andet medvirket i Scrubs, How I Met Your Mother og Saturday Night Live.

## Udvalgt filmografi
| År   | Titel                        | Rolle               |
| ---- | ---------------------------- | ------------------- |
| 2002 | Big Fat Liar                 | Bret Callaway       |
| 2003 | Just Married                 | Dickie McNerney     |
| 2007 | Epic Movie                   | Pirat               |
| 2008 | My Best Friend's Girl        | Josh                |
| 2010 | Anderson's Cross             | Austin Wilson       |
| 2013 | The Heat                     | Adam                |
| 2013 | Grown Ups 2                  | Mandlig Cheerleader |
| 2013 | 12 Years a Slave             | Abram Hamilton      |
| 2014 | Teenage Mutant Ninja Turtles | Jim McNaughton      |
| 2015 | Ted 2                        | Sig selv            |

### Tv-serier
| År        | Titel                 | Rolle        | Note(r)                                     |
| --------- | --------------------- | ------------ | ------------------------------------------- |
| 2006–2014 | How I Met Your Mother | Gary Blauman | 6 afsnit                                    |
| 2009      | Scrubs                | Jimmy        | 4 afsnit                                    |
| 2009      | Scrubs: Interns       | Jimmy        | Afsnittet: "The Late Night with Jimmy Show" |